# All of a Sudden Peggy
All of a Sudden Peggy er en amerikansk stumfilm fra 1920 af Walter Edwards.

## Medvirkende
- Marguerite Clark som Peggy O'Hara
- Jack Mulhall som Jimmy Keppel
- Lillian Leighton som O'Hara
- Maggie Fisher som Crackenthorpe
- Orral Humphrey som Anthony